# Boeroes

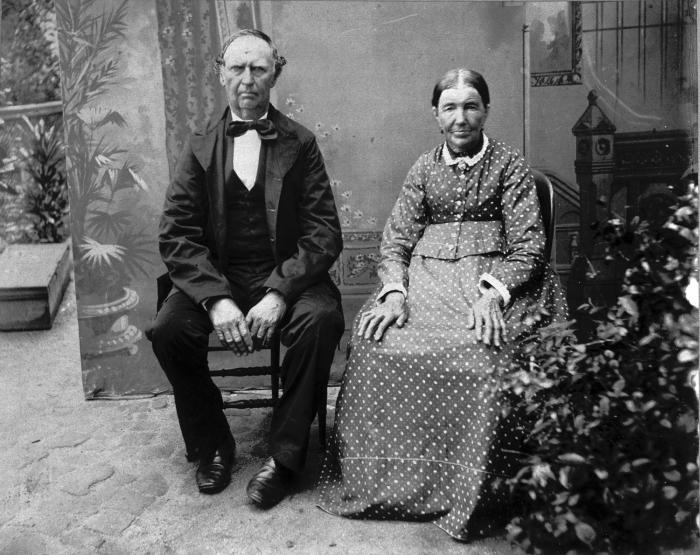
De boerenkolonist Gijsbertus Overeem met zijn vrouw gefotografeerd ter gelegenheid van de 50-jarige aanwezigheid van de boerenkolonisten in Suriname, 1893

Boeroes (in het Sranantongo gespeld als buru) zijn de nazaten van Nederlandse kolonisten, arbeiders en boeren (boeroe = boer) die halverwege de negentiende eeuw naar Suriname trokken. Andere blanke Nederlanders die lange tijd in Suriname wonen en zijn geïntegreerd in de samenleving worden meestal ook boeroe genoemd.

## Van den Brandhofs initiatief
Het initiatief voor een Nederlandse volksplanting in Suriname werd genomen door de hervormde dominee Arend van den Brandhof. Hij was geïnspireerd door een in 1839 verschenen artikel in het tijdschrift De Kolonist en overtuigde twee andere dominees, Jan Betting en Dirk Copijn mee te helpen bij het tot uitvoering brengen van zijn ideeën. In juni 1841 stelden zij hun plannen voor bij de minister van koloniën en koning Willem II.
De Nederlandse regering stond positief tegenover het plan. In de jaren veertig van de 19de eeuw heerste grote armoede in het land. Emigratie zou de armenzorg ontlasten. Ook begon de discussie over de emancipatie van de slaven op gang te komen. De Surinaamse plantage-economie was volledig afhankelijk van de slavernij en er werd dan ook gevreesd voor de economische gevolgen van de vrijlating. De hoop was dat het invoeren van een nieuwe klasse van zelfstandige, kleine boeren hierbij zou kunnen helpen. Begin 1843 kwam er dan ook een koninklijk besluit waarin met een kolonisatie van aanvankelijk 200 gezinnen werd ingestemd.

## Voorbereiding
Jan Betting werd in hetzelfde jaar naar Suriname gestuurd om een geëigende locatie te kiezen. De nederzetting mocht van Van den Brandhof niet te dicht bij Paramaribo zijn omdat daar gevaar was voor lepra en er de samenleving "te lichtzinnig" was. Uiteindelijk werd Voorzorg, een voormalige plantage en melaatsenkolonie, gekozen.
Betting en Frederik Tydeman, arts op een naburige plantage, hadden deze locatie afgeraden. Er was geen geëigende bron van drinkwater en dankzij de omliggende moerassen was er een groot aantal insecten. Het gebied was ook helemaal niet gebruiksklaar. De laaggelegen, drassige grond zou moeten worden ontbost en ingepolderd. Van den Brandhof negeerde deze waarschuwingen en drukte de locatie toch door.
De lokale Nederlandse vertegenwoordigers hadden echter niets in het kolonisatieproject gezien. Zij wilden niet dat de slaaf gemaakten zouden zien dat Nederlanders ook met hun handen werkten. Het zou het gezag van de blanken kunnen ondermijnen. In plaats van de geplande vijftig deftige woningen die door 500 slaven gebouwd zouden worden, bouwden veertig slaven enkele noodwoningen. Toen die niet op tijd klaar waren, werd een enkele timmerman ingehuurd om het werk te voltooien. Ook andere beloften waren niet waargemaakt: er was geen land ontgonnen, ook was er geen vee en daarnaast was de afwatering niet aangelegd.
Betting keerde in 1844 terug om te inspecteren hoe de locatie vorderde. Bij zijn terugkomst in Nederland waarschuwde hij Van den Brandhof dat het onverantwoord was met het project door te gaan. Hij werd hierop ontslagen. Enkel de schaal van de kolonisatie werd verkleind. In plaats van met 200, zou men met vijftig gezinnen beginnen.

## Aankomst in Suriname
Op 20 juni 1845 kwamen de eerste 202 personen aan in Suriname om vervolgens door te reizen over de rivier Saramacca naar de plantage Voorzorg, een voormalige leprakolonie waar de te bewerken gronden zouden liggen. Anders dan gepland waren er onder hen weinig boeren en was de leeftijd gemiddeld redelijk hoog. Het was de bedoeling dat mensen zouden worden geselecteerd die in de kracht van hun leven waren en al ervaring als boer hadden.
De meeste kolonisten begonnen desondanks vol goede moed maar het duurde niet lang voordat er een epidemie uitbrak waar velen aan bezweken. Opgravingen in 2015 van graven van Boeroes suggereren dysenterie als doodsoorzaak in 1845 en niet buiktyfus, zoals eerder werd aangenomen. In 1851 brak nog eens gele koorts uit.
De overlevenden kregen toestemming om de rivier over te steken naar het dorp Groningen. Hier waren de omstandigheden echter ook niet goed. De grond was niet erg geschikt voor de landbouw en voor wat men wel kon groeien was er in de buurt geen afzetmarkt. Een reis naar Paramaribo (waar wel een afzetmarkt was) duurde met een korjaal minimaal twee dagen. De landbouwproducten waren dan niet meer geschikt voor verkoop. Vele kolonisten trokken daarom in de volgende jaren verder, ondanks de bezwaren van Van den Brandhof. Zij vestigden zich dichter bij Paramaribo, in dorpjes als Kwatta en Uitvlugt.
Aangezien de rampzalige toestand van het project en herhaaldelijke klachten over Van den Brandhof stelde het gouvernement in 1849 voor "om ten spoedigste eenen tweeden bestuurder, met de vereischte bekwaamheden en geschiktheid toegerust, nevens den eersten te benoemen." Deze positie kwam aan Hermanus van Genderen toe. Hij kwam op 17 april 1849 aan begeleid door acht verdere kolonisten, allen jonge mannen en sommige met een boerenachtergrond.
Op 31 mei 1853 kwam er officieel een einde aan het kolonisatieproject. Van Genderen vertrok naar Nickerie, waar hij districtscommisaris werd. Van den Brandhof keerde in 1854 naar Nederland terug. In totaal waren 398 kolonisten uit Nederland aangekomen en in Suriname nog eens 68 kinderen geboren. Van deze groep waren er bij de opheffing van de volksplanting nog 223 in leven. Van de groep overlevenden keerden er 56 terug naar Nederland en de overgebleven groep van 167 bleef in Suriname achter en vormde de voorouders van de Boeroes. Slechts 15 kolonisten woonden in 1853 nog in Groningen.
De 'Boeroe' families dragen de namen Berkemeijer, Van Brussel, Van Dijk, Van den Eng, Gerbrands, Hoogvliet, Van der Klift, Van Leijden, Loor, Van Meteren, Nellenstein, Overeem, Van Raai, Van Ravenswaay, Rijsdijk, Rozenberg, Stolk, Tammenga, Teunissen, Veldema, Veldhuizen, Veldkamp, Vermeer, Wouters en Zweers. Hun nazaten vormen een van de bevolkingsgroepen in Suriname.

## Na 1853

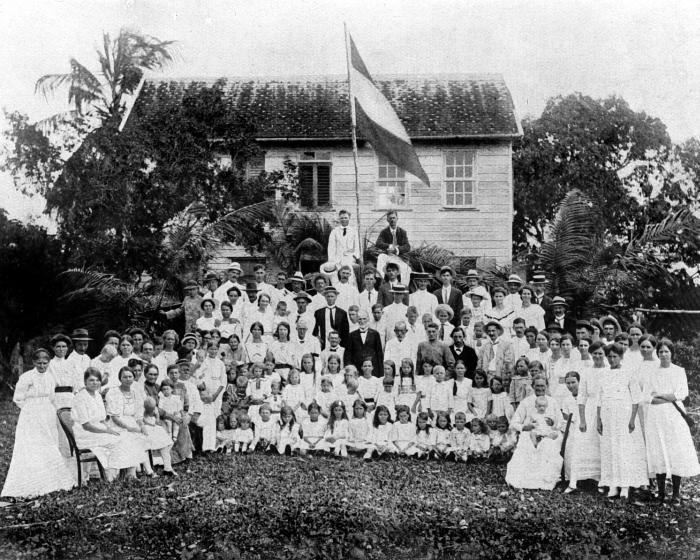
Groep Nederlandse kolonisten op de boerderij van de heer Van Brussel ter gelegenheid van het herdenkingsfeest op 21 juni 1920

Na 1853 verging het de overgebleven boeren beter. Er ontstond langzaam maar zeker een grotere afzetmarkt voor hun producten, al kwam er wel meer concurrentie van Hindoestaanse boeren. Rond 1900 specialiseerde men zich in melkvee. In de crisisjaren stopten velen als boer en vonden werk in andere sectoren, met name bij de overheid. In de decennia na de Tweede Wereldoorlog werden de Boeroes welvarender. Naar schatting leven er nog zo'n 1000 in Suriname en 3000 elders.
In 1945 werd er in Groningen een Monument van de Boeroes onthuld om de 100 jaar boerenkolonisatie te herdenken.

## Aantal
Er is veel onzekerheid over het exacte aantal Boeroes. Bij de Surinaamse census in 2012 gaven 1.667 mensen hun etniciteit als "kaukasisch" aan. Niet elke blanke is echter een Boeroe en niet elke Boeroe ziet zijn etniciteit als blank. Bij de mensen die "overige" (7.166) en "weet niet" (1.805) aangaven kan dus ook een deel Boeroes zijn. Bovendien identificeerden zich in 2012 ook 72.340 mensen hoofdzakelijk als "gemengd". Een deel van hen is wellicht ook (gedeeltelijk) van Boeroe-afstamming. Dezelfde onzekerheid bestaat over het aantal Boeroes dat in Nederland woont.

## Bekende boeroes
Een van de bekendste boeroes was de Surinaamse historicus André Loor (1931-2013). Boeroes die een ministersfunctie vervuld hebben, zijn Albert van Dijk en Ricardo Otto van Ravenswaaij. Cornelis A. van Dijk was tot 2015 directeur der belastingen in Suriname.

## Herdenkingsmonumenten
Ter gelegenheid van jubileums van de immigratie van de boeroes naar Suriname zijn in de Surinaamse plaats Groningen meerdere monumenten geplaatst, waaronder in 1995 een rode kabbes als herdenkingsboom. Voor deze boom werd gekozen omdat hij op al hun boerderijen groeide. Voor deze gelegenheid werd ook een kliniek van de Regionale Gezondheidsdienst (RGD) in Groningen geopend.
| Artikel                                | Type        | Foto | Kunstenaar | Onthulling | Locatie                           |
| -------------------------------------- | ----------- | ---- | ---------- | ---------- | --------------------------------- |
| Monument van de Boeroes                | gedenkteken |      | onbekend   | 1945       | Groningen, Monumentenplein        |
| Boom geplant voor 150 jaar boeroes     | rode kabbes |      | n.v.t.     | 1995       | Groningen, Monumentenplein        |
| 176 jaar boerenkolonisatie in Suriname | gedenksteen |      | onbekend   | 2021       | Groningen, algemene begraafplaats |